# Nick Lane
Nick Lane (* 1967) ist ein britischer Biochemiker und Autor. Er ist Professor für Evolutionsbiochemie am University College London.

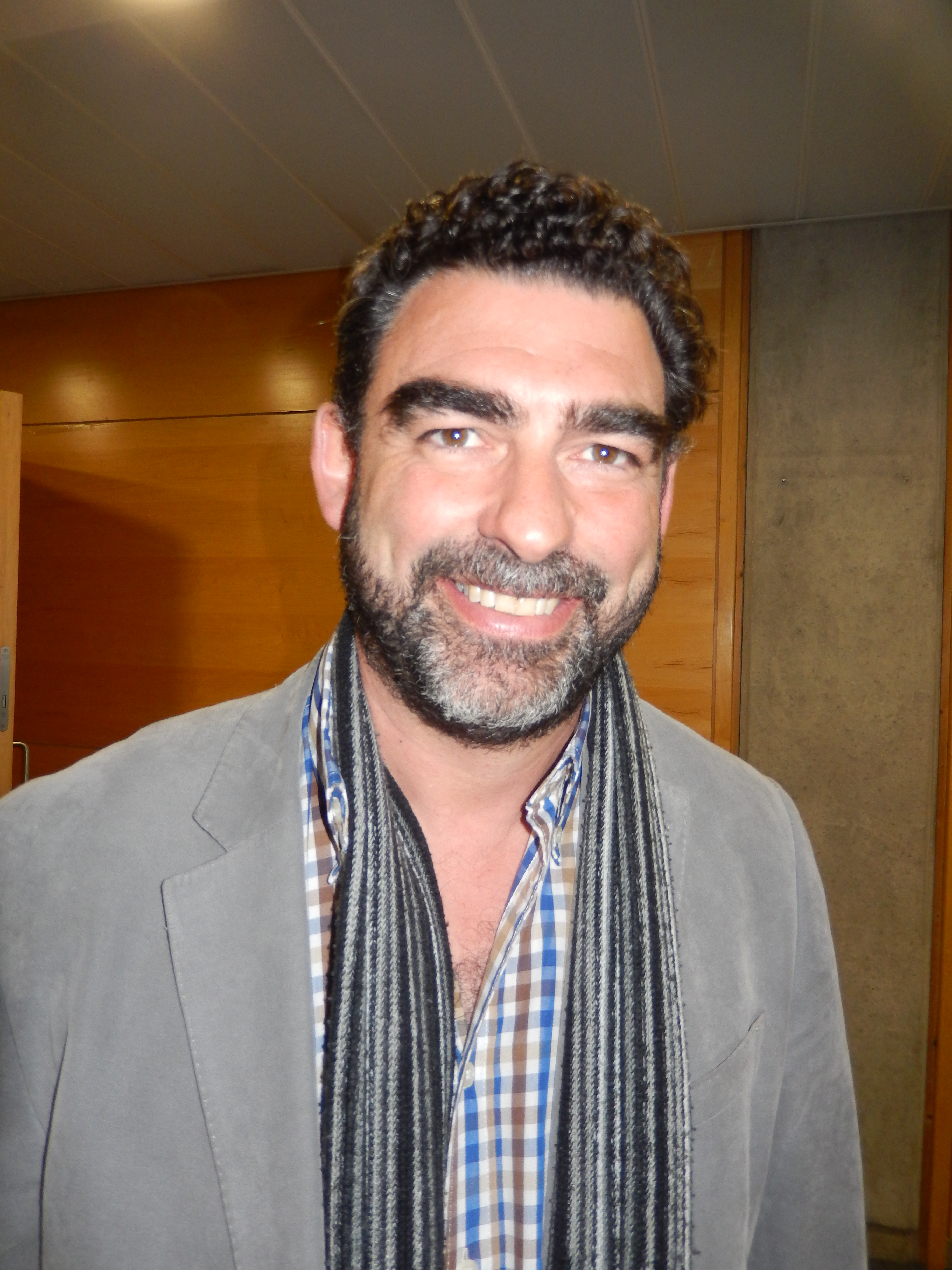
Nick Lane (2017)

## Leben
Nach seinem Studium am Imperial College London promovierte er 1995 an der Royal Free Hospital Medical School. Anschließend arbeitete er ein Jahr lang als medizinischer Redakteur bei Oxford Clinical Communications, bevor er bei Medi Cine International, einem medizinischen Multimedia-Unternehmen, als Redakteur tätig wurde. Von 1999 bis 2022 war er Strategiedirektor bei Adelphi Medi Cine.
Im Jahr 1997 wurde er Honorary Researcher und 2006 Honorary Reader am University College London. Seit 2013 ist er dort Professor für Evolutionsbiochemie.
Nick Lane hat mehr als 100 weithin rezipierte Artikel in internationalen Fachzeitschriften wie Nature, Science, Scientific American und PNAS veröffentlicht.
Lanes erstes Buch Oxygen wurde als eines der Sunday Times Bücher des Jahres 2002 ausgewählt und als einer von 19 Titeln in der Oxford Landmark Science-Reihe der Klassiker der modernen Wissenschaft neu aufgelegt. Für sein Buch Leben: Verblüffende Erfindungen der Evolution wurde er mit dem Preis der Royal Society für das beste Sachbuch des Jahres 2010 ausgezeichnet. Laut Spektrum entwickelt Lane in dem Buch Der Funke des Lebens: Energie und Evolution eine neue These, die ein „verblüffend plausibles Bild“ der Evolution zeichne, das sich auf Energie statt Information gründe. Es eröffne, laut The Independent, eine neue Phase in unserem Verständnis des Lebens.

## Auszeichnungen
- Biochemical Society Award 2015[7]
- Michael-Faraday-Preis 2016
- Mitglied der European Molecular Biology Organization 2024

## Veröffentlichungen
- Oxygen: The molecule that made the world, Oxford University Press, Oxford 2002, ISBN 978-0-19-850803-8.
- Power, Sex, Suicide: Mitochondria and the Meaning of Life, Oxford University Press, Oxford 2005, ISBN 978-0-19-280481-5.
- Leben: Verblüffende Erfindungen der Evolution, Primus in Wissenschaftliche Buchgesellschaft (wbg), Darmstadt 2013, ISBN 978-3-86312-361-1 (Originaltitel: Life Ascending: The Ten Great Inventions of Evolution. Übersetzt von Ilona Hauser).
- Der Funke des Lebens: Energie und Evolution, Konrad Theiss Verlag, Stuttgart 2017, ISBN 978-3-8062-3484-8 (Originaltitel: The Vital Question: Why Is Life The Way It Is?), Profile Books, 2015; PDF (Memento vom 10. September 2017 im Internet Archive). Übersetzt von Martina Wiese, Monika Niehaus, Jorunn Wissmann.
- Transformer: The Deep Chemistry of Life and Death, W. W. Norton & Company, New York City 2022, ISBN 978-0-393-65148-5.